# Cascata da Portela do Homem
A Cascata da Portela do Homem, ou de São Miguel, é uma queda de água (cascata) localizada nas proximidades da Portela do Homem, freguesia de Campo do Gerês, concelho de Terras de Bouro e distrito de Braga, em Portugal.
Esta queda de água encontra-se localizada a 1 km da Portela do Homem junto à ponte e as suas águas provêm do ainda incipiente rio Homem dentro do Parque Nacional da Peneda-Gerês.
Forma-se com o despenhar das águas do alto de uma penedia de rocha granítica. Depois da queda as águas dão forma a uma serena lagoa bastante utilizada nas épocas de veraneio.
Para se chegar a esta cascata é preciso chegar até ao local da Portela do Homem, sendo que o caminho a partir daqui se encontra assinalado.